# 買物王
買物王（かいものおう）は、フジテレビで1996年の4月2日〜10月1日、深夜に放送されていたクイズ番組。

## 概要
架空のデパート「Mensonge（マンソンジュ）」の店内という設定でスタジオ一面に並べられた商品を取って行き、合計金額を100万円になるべく近づける事を目指していく。
店名の「マンソンジュ」とはフランス語で「嘘」という意味で、トレードマークは羽根の生えた金色の豚（欲望を意味している）。
並べられた商品は、全て「王様のアイディア」等がタイアップをしており、深夜番組ながら非常に豪華な品揃えであった。また特番の時には、当時何かと話題であった君島グループの社長が商品を提供（ゲスト出演も）した為、店内の商品総額が1億円台にまで上った。
また番組内容以外にも、無礼な言動で無軌道に振舞う榎本加奈子を小堺一機が突っ込むという司会陣のやり取りや、ピチカート・ファイヴが歌うエンディングテーマ、その名もズバリ「買物王のテーマ」も番組の目玉であった。榎本の傍若無人、無軌道な暴れぶりは後に小堺が「（榎本と比べると）神田うのが貴婦人に見える」と語ったほどであった。

## 司会者
- 小堺一機（「マンソンジュ」の支配人という設定）
- 岩瀬惠子フジテレビアナウンサー（当時）（「マンソンジュ」のフロアマネージャーという設定）
- 榎本加奈子（「マンソンジュ」の見習い店員という設定）

## ルール
- 初期は視聴者ペア2チームに芸能人ペア1チームを加えた3チームが、後期は視聴者ペア・芸能人ペア各1ペアの2チームが参加
  - 後期は一時期、本選に参加する視聴者ペアを決める最終予選も行われていた
- まず、出てきた商品の値段を当てる近似値問題「La Nedan」を実施。初期は、正解に近かったペアから順番に6分、5分、4分と買物の制限時間が決定。後期は出題後に、買物に影響を及ぼすスカーフを1枚獲得するが、正解に近かったペアは買物が有利になる“ゴールドスカーフ”3種類の中から抽選で1枚、正解から遠かったペアは買物が不利になる“ブラックスカーフ”3種類の中から抽選で1枚、それぞれ獲得する。
  - “ゴールドスカーフ”は、1回だけ取った商品の実際の値段を知る事が出来る「魔法のスカーフ」（後に、使用回数が2回に増えた「マホスカダブル」に変更）、制限時間が残り2分30秒になった時点でその時点で取った商品の総額が分かる「総額スカーフ」、ファイナルボックスで2つ開ける事が出来る（開けた2つの品物両方を購入しても良い）「ファイナルボックスカーフ」の3種類。
  - “ブラックスカーフ”は、前半2分30秒のみ代表者1人で買物しないといけない「人質スカーフ・ハーフ」、前半2分30秒と後半2分30秒で買物する人を交代して1人で買物しないといけない「人質スカーフ・チェンジ」、ファイナルボックス以外の5種類のフロアでそれぞれ1品以上買うまで代表者1人で買物しないといけない「人質スカーフ・努力次第」の3種類。
- 買物は1チームずつ挑戦。制限時間（初期は「La Nedan」の結果で変動、後期は両チーム5分）内に、店内に置かれた商品を1品ずつ取っていく。但し、商品の値段は全て伏せられているので、1品ずつ値段を見積もりながら取って行かないといけない。
  - 店内は、電化製品がおいてある『エレクトリック』、食器や宿泊券中心の『ライフ』、バッグや時計等の『ファッション』、趣味に関連する商品の『ホビー』、毎回異なるテーマで統一された品揃えの『マンソンジュ・コレクション』の5種類のフロアがあり、プレイヤーは各エリアから最低1品の購入をしなければならない（「人質スカーフ・努力次第」の解放条件もこれである）他、制限時間が残り1分30秒となった時点で強制的に、「MEN」「SON」「GE」の3種類のボックスの中から1つを開けて、中に入っている品を購入しないといけない『ファイナルボックス』が設けられている。ボックスの中身は「国内旅行」「海外旅行」「王様のアイディア取扱品」となっており、開けようと思ったボックスで予想外の金額を見積もってしまい、残り45秒程度というわずかな時間で見積もりオーバーによる返品や高額と見込まれる商品の追加購入などの見所を演出する仕組みになっている。
  - 過去の類似番組が放送されていた時代と違い、商品の値段に定価がない、いわゆるオープン価格の品も並んでいるが、本番組では計算に使用する額面を「賞品を提供している企業が実際に自社店舗等で販売している価格（実売価格）」とすることによりゲームを成り立たせている。家電ではコジマなどがスポンサードしたため、放送の中ではNECの社員2名が挑戦したときに自社製品を定価に近い価格で見積もって大幅にオーバーするなどの事態を引き起こした。
  - 過去の類似番組同様、「金額調整商品」が存在し、オリジナルマグカップ（500円）とタオルセット（3000円）があった。視聴者プレゼントになるほか、ドボンに終わった場合でも司会陣の裁量により挑戦者にプレゼントされることがあった。
  - 見積もりのコールは原則として1回に限られるが、観客席には実際の価格が表示されており、プレイヤーは見積もりをコールした直後の観客の反応（観客は「えーっ」「おおーっ」などの反応を行って良いという決まりだった）を聞いて一度だけ見積もりをやり直すことが出来た（番組終期では言い直しが出来ないルールにされた時期あり）。なお、小堺は手元の液晶テレビでプレイヤーの見積総額と実際の総額を常に見ることが出来る。
- 制限時間一杯になったら終了。ゲーム終了後、プレイヤーと小堺がフロアの中央に戻りトークをした後に「キャッシュ・イン！」のコールで実際の総額を確認する。取った商品の実際の総額が97万円以上100万円以下の中で一番近いチームに『買物王』として、取った全商品を獲得。更に100万円丁度であれば、「買物大王」として買い物三昧付き世界一周旅行も獲得できる。
  - 制限時間の解釈については、時計が0秒ジャストを刻んだ瞬間のアクションまでとされ、実際に時計の0秒とプレイヤーが賞品を指さして値段をコールしたタイミングがほぼ同時と認められるときは、鐘が鳴った直後に小堺が改めて商品番号と見積価格を復唱し、岩瀬アナが「○○番○万○千円まで、オッケーです」と「カウンターの確認が取れたコールまで」が有効とされる運用になっていた。
- 実際の総額が97万円未満または100万円を1円でも超えていた場合は、ドボン。何も商品を獲得出来ずに挑戦終了となる。先攻チームである場合は、「ドボンルーム」と称する牢屋セットにエンディング直前まで入っていないといけない。

## 特別編

### ザ・バーゲン
- レギュラー放送の6月後半2週を使って開催
- 1週目は、12チームによる予選。まず、お題の品物と同額の品物をフロアの中から探してくる1回戦で6チームに絞り、更にお題の品物と同額分のスリッパをワゴンの中から取り合う2回戦で本戦進出の2チームを決めた後、既に敗退した10チームの中から、敗者復活戦として、お題の品物と同額分のTシャツをワゴンの中から取り合ってもらい、決勝進出をもう1チームを決定。
- 決勝進出の3チームは、早押しクイズで各自100万円の設定金額を奪い合った後、2週目の本戦で通常同様に買物を行った。
- 買物は、早押しクイズの結果によって変動した設定金額-3万円の範囲内に収めるルールであったが、全チームドボン。

### ザ・セール
- レギュラー放送の9月前半2週を使って開催（後半2週は総集編）
- 1チームずつ順番に買物を行って（制限時間5分）、最も取った商品の総額が100万円に近かった1チームが優勝で、取った全商品を獲得。
- レギュラー版とは異なり、商品総額が97万円未満でも良いが、100万円を1円でも超えたらドボン。
  - ドボンまたは暫定1位を奪われた・届かなかったペアは順次、「スーパードボンルーム」と称された大きな檻セットへ押し込められた。
- 優勝したのは、海老一染之助・染太郎ペア（総額920,300円）

### 激突！ショッピングバトル買物王スペシャル
- レギュラー放送終了直後の1996年9月30日に、ゴールデンタイム（19:00〜20:54）に放送された特番
- 基本的なルールは「ザ・セール」と同じ
- まず、芸能人チーム限定の「芸能人買物王」、親子チーム限定で品揃えも子供向け商品を数多く取り揃え、前半は子供が1人で買い物する（保護者解放時に途中での実際の総額を教えてもらえる）「お子様買物王」、カップル・夫婦チーム限定で、男性側が取った商品に応じた箱を積み上げたままカウンターまで運ばなければならない（崩したら除外される）「アツアツ買物王」の3ブロックを実施。「お子様買物王」の1位と「アツアツ買物王」の1位の2チームでワゴンセール決勝戦を行いその勝者（ベルトで背中を繋がれた両者が中央の台に置かれたオブジェを奪い合い、先に取った方の勝ち）と「芸能人買物王」の1位チーム、そして「芸能人買物王」の敗者チームによる敗者復活戦（「La Nedan」）で勝った1チームの計3チームで、総額1億円以上の商品が並び、設定金額も3倍に増額した決勝戦「300万円買物王」を戦った。

優勝したのは、ドラマ「おいしい関係」の番宣を兼ねて出場した草彅剛・森本レオペア（決勝戦での総額2,824,000円）

## スタッフ
- 構成：伊藤正宏
- プロデューサー：日向栄二
- 演出：福原伸治

## 補足
フジテレビで買い物ゲームが放送されたのは、1966年10月 - 1969年3月放送の『タワーバラエティ・勝抜きお買物合戦』（司会：初代・林家三平）、1968年10月 - 1969年3月放送の『親子そろって それ買え!やれ買え!!』（司会：京唄子・鳳啓助）、1971年4月 - 9月放送の『スーパーバラエティ・ショッピング大作戦』（司会不明）、1978年4月 - 9月放送の『12時開演!・買物ゲーム用意ド〜ン!』（司会：近石真介・ジョージ・シロー）に次いで5番目にして13年振りだが、『勝抜きお買物』以外と当番組は、全て半年で終わる結果となってしまった。